# パラレルキャリア
パラレルキャリア（英語：parallel career）とは、ピーター・ドラッカーが著書『明日を支配するもの』等にて提唱しているこれからの社会での生き方のひとつ。現在の仕事以外の仕事を持つことや、非営利活動に参加することを指す。

## 概要
ピーター・ドラッカーの著書によると、歴史上はじめて人間の方が組織よりも長命になったために、人は組織のみに頼らず、それとは別に第2の人生を始める必要が生じたという。その第2の人生のひとつがパラレルキャリアである。
近年のパラレルキャリアの論調は、軸足はあくまで本業の会社におき、社外活動であっても何らかの形で本業に結びつけることを意識し、社外との関わりを作ることを指す場合が多い。この点が、本業と全く関係ない仕事を時間外に行う副業と異なる点だ。パラレルキャリアを推奨することで、企業は従業員の教育コストと時間を省いて従業員に新たなスキルを習得させることが可能になる。
Web系メディアを中心にパラレルキャリアに言及する記事を掲載するケースも出てきており、徐々にパラレルキャリアという考え方に再度スポットがあたってきている。